# Kanton Rochefort-sur-Nenon
Der Kanton Rochefort-sur-Nenon war bis 2015 ein französischer Wahlkreis im Département Jura und in der damaligen Region Franche-Comté. Er umfasste 24 Gemeinden im Arrondissement Dole; sein Hauptort (frz.: chef-lieu) war Rochefort-sur-Nenon. Die landesweiten Änderungen in der Zusammensetzung der Kantone brachten im März 2015 seine Auflösung.
Der Kanton bestand aus 18 Gemeinden
- Amange
- Archelange
- Audelange
- Authume
- Baverans
- Brevans
- Châtenois
- Éclans-Nenon
- Falletans
- Gredisans
- Jouhe
- Lavangeot
- Lavans-lès-Dole
- Menotey
- Rainans
- Rochefort-sur-Nenon
- Romange
- Vriange